# Toliara

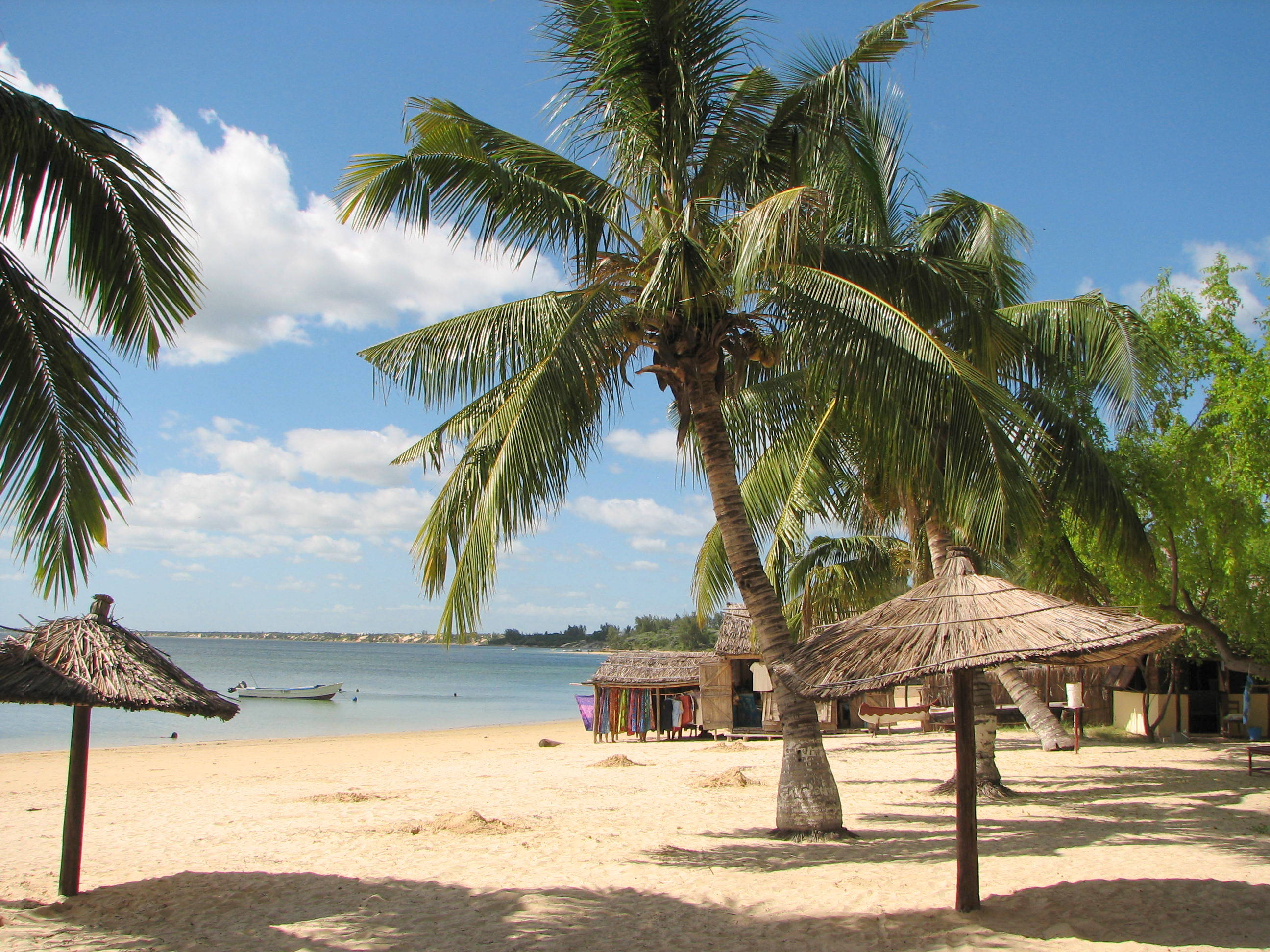
Platja de Toliara

Toliara (fins 1960 Tuléar) és una ciutat de Madagascar. És la capital de la regió Atsimo-Andrefana i de la província de Toliara.
L'ortografia actual del nom es va adoptar en la dècada de 1970, i reflecteix l'ortografia de la llengua malgaix. Molts noms de llocs geogràfics es van alterar de manera similar en aquest moment de les seves grafies franceses anteriors després de la independència de Madagascar el 1960.
La ciutat té una població de 113.014 habitants (cens de 2005). Com a ciutat portuària, actua com un important centre d'importació/exportació de productes bàsics com el sisal, el sabó, el cànem, el cotó, l'arròs i els cacauets. Air Madagascar duu a terme vols regulars en aquesta ciutat.